# Teatro El Círculo
Il Teatro El Círculo è un importante teatro della città argentina di Rosario, situata nella provincia di Santa Fe. Nei suoi sotterranei è ospitato il museo d'arte sacra Eduardo Barnes.

## Storia
Nel 1888 la Sociedad Anónima Teatro La Opera avviò la costruzione di un teatro lirico nel centro di Rosario. Tuttavia, a causa di mancanza di fondi, i lavori dovettero ben presto essere fermati. L'anno seguente l'impresario d'origine tedesca Emil O. Schiffner acquisì la compagnia La Opera con l'intento di portare a termine la costruzione del teatro. Il progetto, affidato all'ingegnere George Goldammer, esperto di acustica, fu leggermente modificato. Per decorare gli interni con stucchi ed affreschi vennero contattati alcuni artisti italiani come Luigi Levoni, Salvatore Zaino e Giuseppe Carmignani. Quest'ultimo realizzò anche il sipario ispirandosi a quello del Teatro Regio di Parma.
Il teatro fu inaugurato il 7 giugno 1904 con la messa in scena dell'opera Otello di Giuseppe Verdi.
Nei primi anni quaranta si paventò l'ipotesi di una demolizione del teatro Opera. Così nel 1943 l'associazione culturale El Círculo decise di acquisire lo stabile non solo per salvarlo dallo smantellamento, ma anche per impiantarvici la propria sede.
Tra il 1998 ed il 2004 furono realizzati importanti lavori di consolidamento e restauro degli interni, senza tuttavia modificare l'aspetto originale della struttura. Nel 2005 furono realizzate opere di sistemazione del tetto contro le infiltrazioni d'acqua.